# سيد أحمد سيد أبو بكر
سيد أحمد سيد أبو بكر (بالملايوية: Syed Ahmad Syed Abu Bakar) هو لاعب كرة قدم ماليزي، ولد في 20 أبريل 1946 في دائرة بونتيان ‏ في ماليزيا، وتوفي في 1 يونيو 2022 في Hospital Tuanku Fauziah ‏ في ماليزيا.